# Seattle SuperSonics 1976-1977
La stagione 1976-77 dei Seattle SuperSonics fu la 10ª nella NBA per la franchigia.
I Seattle SuperSonics arrivarono quarti nella Pacific Division della Western Conference con un record di 40-42, non qualificandosi per i play-off.

## Roster
| N° | Naz.                   | Ruolo | Sportivo          | Anno | Alt. | Peso |
| -- | ---------------------- | ----- | ----------------- | ---- | ---- | ---- |
| 10 | Stati Uniti (bandiera) | G     | Norton Barnhill   | 1953 | 193  | 93   |
| 10 | Stati Uniti (bandiera) | A     | Bob Love          | 1942 | 203  | 98   |
| 11 | Stati Uniti (bandiera) | A     | Leonard Gray      | 1951 | 203  | 109  |
| 12 | Stati Uniti (bandiera) | A     | Nick Weatherspoon | 1950 | 201  | 88   |
| 13 | Stati Uniti (bandiera) | G     | Slick Watts       | 1951 | 185  | 79   |
| 15 | Stati Uniti (bandiera) | A     | Willie Norwood    | 1947 | 201  | 100  |
| 16 | Stati Uniti (bandiera) | C     | Tommy Burleson    | 1952 | 218  | 102  |
| 20 | Stati Uniti (bandiera) | A     | Dean Tolson       | 1951 | 203  | 86   |
| 23 | Stati Uniti (bandiera) | AC    | Mike Green        | 1951 | 208  | 91   |
| 24 | Stati Uniti (bandiera) | G     | Dennis Johnson    | 1954 | 193  | 84   |
| 32 | Stati Uniti (bandiera) | G     | Fred Brown        | 1948 | 191  | 83   |
| 33 | Stati Uniti (bandiera) | GA    | Bob Wilkerson     | 1954 | 198  | 88   |
| 40 | Stati Uniti (bandiera) | AC    | Mike Bantom       | 1951 | 206  | 91   |
| 44 | Stati Uniti (bandiera) | G     | Frank Oleynick    | 1955 | 188  | 84   |
| 45 | Stati Uniti (bandiera) | A     | Bruce Seals       | 1953 | 203  | 95   |

## Staff tecnico
- Allenatore: Bill Russell
- Vice-allenatore: Bob Hopkins